# Brooke Foss Westcott
Brooke Foss Westcott (ur. 1825, zm. 1901) – brytyjski biblista, krytyk tekstu Nowego Testamentu, duchowny anglikański. Jest jednym z najbardziej zasłużonych dla krytyki tekstu, wraz z Hortem rozpoczął nową epokę w biblistyce.
Urodził się 12 stycznia 1825, w Birmingham. Jego ojciec, Frederick Brooke Westcott, był botanikiem. Westcott uczył się na King Edward's School, w Birmingham, pod kierunkiem James Prince Lee. Poznał tu Josepha Barbera Lightfoot'a, przyszłego biblistę. Od 1844 studiował w Trinity College na Uniwersytecie Cambridge , gdzie poznał Horta.
Był członkiem klubu dyskusyjnego Cambridge Apostles. W roku 1890 został biskupem w Durham.

## Tekst Nowego Testamentu
Najważniejszym jego dziełem jest opracowanie wraz z Hortem, w latach 1853–1881, greckiego tekstu Nowego Testamentu w oparciu o najstarsze rękopisy.
Westcott wraz z Hortem (1828–1892) podzielił zgromadzone przez Tischendorfa rękopisy Nowego Testamentu na cztery rodziny (neutralna, zachodnia, aleksandryjska, syryjska). Sądzili oni, że tekst aleksandryjski powstał dopiero w IV wieku w wyniku recenzji dokonanej przez Hezychiusza.
W 1881 roku wydali The New Testament in the Original Greek (New York: Harper & Brothers, 1881). Tekst czterech Ewangelii opiera się na pięciu rękopisach: Sinaiticus, Vaticanus, Kodeks Bezy, Alexandrinus, Ephraemi, przy czym preferowane były dwa pierwsze. Jeżeli Sinaiticus oraz Vaticanus zgadzały się ze sobą, wówczas wybierano ich tekst – nawet przeciwko wszystkim pozostałym rękopisom. Jeżeli się nie zgadzały, wówczas preferowano Vaticanus. Jeżeli Kodeks Bezy miał lekcję krótszą niż Sinaiticus oraz Vaticanus, wtedy wybierano wariant Kodeksu Bezy. Obaj byli zdania, że kombinacja Kodeksu Bezy, starołacińskich oraz starosyryjskich rękopisów pozwala odtworzyć oryginalny tekst Nowego Testamentu – zwłaszcza wtedy, kiedy reprezentuje lekcję krótszą.
Tekst ustalony przez Westcotta i Horta wciąż cieszy się dobrą opinią u biblistów. Niektórzy, jak np. Comfort, twierdzą, że jest on nawet lepszy od tekstu Alanda. Odkryte w XX wieku papirusy na ogół potwierdziły słuszność decyzji Westcotta i Horta (z wyjątkiem niektórych fragmentów w Łk 22-24). Chybioną okazała się teoria Western non-interpolations oraz recenzji hezychiańskiej.

## Dzieła
- Elements of the Gospel Harmony (1851)
- History of the Canon of First Four Centuries (1853)
- History of the New Testament Canon (1855)
- Characteristics of Gospel Miracles (1859)
- Introduction to the Study of the Gospels (1860)
- The Bible in the Church (1864)
- The Gospel of the Resurrection (1866)
- Christian Life Manifold and One (1869)
- Some Points in the Religious Life of the Universities (1873)
- Paragraph Psalter for the Use of Chotrs (1879)
- Commentary on the Gospel of St John (1881)
- Commentary on the Epistles of St John (1883)
- Revelation of the Risen Lord (1882)
- Revelation of the Father (1884)
- Some Thoughts from the Ordinal (1884)
- The Greek New Testament[5] (1885)
- Christus Consummator (1886)
- Social Aspects of Christianity (1887)
- The Victory of the Cross: Sermons in Holy Week (1888)
- Commentary on the Epistle to the Hebrews (1889)
- From Strength to Strength (1890)
- Gospel of Life (1892)
- The Incarnation and Common Life (1893)
- Some Lessons of the Revised Version of the New Testament (1897)
- Christian Aspects of Life (1897)
- Lessons from Work (1901)